# Palpares libelluloides
A Palpares libelluloides a rovarok (Insecta) osztályának az recésszárnyú fátyolkák (Neuroptera) rendjébe, ezen belül a hangyalesők (Myrmeleontidae) családjába tartozó faj.

## Előfordulása
A Palpares libelluloides előfordulási területe Európa déli részeinek szárazabb területei.

## Megjelenése
A hím szárnyfesztávolsága 105–115 milliméter, míg a nőstényé 120–125 milliméter. A nagyobb méretű hangyalesők egyike. A lárvának, amely ragadozó életmódot folytat, nagy, ívelt rágói vannak; miután elkapta áldozatát a szájszervével kiszívja annak belső nedveit. Az imágó a szitakötőkre emlékeztet, azonban gyenge repülő; főleg a talaj közelében repked.

## Életmódja
A lárva apró gerincteleneket, főleg hangyákat zsákmányol.